# Petalismo
El petalismo (del griego πεταλισμός) era un procedimiento que se aplicaba en la ciudad siciliana de Siracusa según el cual se desterraba a las personas que se consideraban demasiado poderosas escribiendo su nombre en una hoja de olivo. Se trataba de un sistema inspirado en el ostracismo con el que se pretendía controlar las pretensiones de aquellos hombres que querían implantar una tiranía y provocaban abundantes desórdenes en la ciudad. El exilio de las personas cuyo nombre aparecía más frecuentemente en las hojas de olivo tenía una duración de cinco años.
La descripción del petalismo la proporciona un relato de Diodoro Sículo de donde se deduce que el petalismo se estableció a mediados del siglo V a. C. Se desconoce la fecha en que fue abolido pero Diodoro señala que duró poco tiempo. 
El petalismo fue abolido pronto debido a que, a causa del temor al exilio, los ciudadanos más importantes, que por su poder o su virtud habrían podido prestar mejores servicios a su patria, se alejaban de los asuntos públicos y se dedicaban únicamente a la administración de sus propios bienes mientras que, en cambio, los más perversos y los más audaces se implicaban en los asuntos de Estado y fomentaban entre las masas el desorden y la revuelta y abundaban los demagogos y los aduladores.
Es posible que algunas defixiones halladas en Sicilia que están talladas en forma de hoja estén relacionadas con el petalismo.